# Y a-t-il un pilote dans l'avion ?
Série
Y a-t-il enfin un pilote dans l'avion ?
(1982)
Pour plus de détails, voir Fiche technique et Distribution.
Y a-t-il un pilote dans l'avion ? (Airplane!) est une comédie américaine sortie en 1980, réalisée par les frères Zucker (David Zucker et Jerry Zucker) et par Jim Abrahams, dans le collectif ZAZ (Zucker-Abrahams-Zucker).
Le film est une parodie ressemblante du film catastrophe À l'heure zéro (1957) ainsi que d'autres films du même genre des années 1970 centrés sur les catastrophes aériennes, comme le film Airport (1970).
Il a fait l'objet d'une suite, Y a-t-il enfin un pilote dans l'avion ? (1982), réalisée par un metteur en scène différent, où plusieurs acteurs reprennent leur rôle. D'autres films des mêmes auteurs (dans leurs versions françaises) s'inspirent du titre de celui-ci, comme Y a-t-il un flic pour sauver la reine ?

## Synopsis
Ted Striker, un ancien pilote de chasse de la guerre, commandant d'escadrille devenu un vétéran psychologiquement traumatisé, est chauffeur de taxi. Ayant perdu sept pilotes six années auparavant lors d'un assaut aérien désastreux au cours de la guerre, Ted se sent depuis coupable.
Sa peur pathologique de piloter de nouveau ainsi que son « problème de boisson » (il est incapable de boire un verre sans se le renverser sur le visage) le privent de tout emploi stable. Sa petite amie pendant la guerre, Elaine Dickinson, désormais hôtesse de l'air, le quitte avant de prendre son service sur le vol Los Angeles-Chicago de la compagnie Trans-American Airlines.
Suivant Elaine à l'aéroport de Los Angeles, Ted laisse sur place son taxi (et le client qu'il conduisait) pour acheter un billet d'avion sur le vol d'Elaine, dans l'espoir de la convaincre de lui donner une dernière chance. Elaine reste inflexible : elle veut refaire sa vie à Chicago et rejette Ted.
Pendant le vol, Ted, obnubilé par ses problèmes psychologiques, revit la guerre et son histoire d'amour avec Elaine Il la raconte à plusieurs reprises aux passagers voisins, dans une série de flashbacks qui parodient des films comme La Fièvre du samedi soir. Son histoire est tellement ennuyeuse et déprimante que tous ses interlocuteurs se suicident (le premier par pendaison, le deuxième par seppuku et le troisième en s'immolant par le feu).
Pendant ce temps, le vol tourne peu à peu à la catastrophe. Une intoxication alimentaire rend malades les passagers et les membres de l'équipage qui ont consommé du poisson, en particulier les trois navigants : le capitaine Oveur (Clarence Avous, en version française) le copilote Roger Murdock et le navigateur Victor. L'avion se retrouve alors sans pilote.
Elaine, suivant par radio les instructions de Steve McCroskey, le contrôleur aérien de Chicago, branche le pilote automatique (qui s'avère être une sorte de poupée gonflable ayant une regrettable tendance à se dégonfler) qui prend les commandes de l'appareil. Un passager épargné, le docteur Rumack, informe Elaine que l'avion doit atterrir de toute urgence à Chicago afin de soigner les malades. Ted, seul passager bien portant disposant d'une expérience du pilotage d'avion, est donc prié par les hôtesses de l'air (en particulier par Elaine), ainsi que par le docteur Rumack, d'assurer la manœuvre d'atterrissage à Chicago. Ted doute de ses capacités car il n'a pas piloté d'appareils multimoteurs pendant la guerre. À cause de l'échec de sa mission, il a développé la phobie des avions.
À Chicago, McCroskey obtient l'aide du capitaine Rex Kramer, un pilote chevronné qui connaît Ted (Striker a été son subordonné pendant la guerre) et qui ne lui fait pas confiance. Malgré leur hostilité mutuelle, Kramer aide Ted à se calmer et à se familiariser avec les commandes de l'avion moderne dans lequel il se trouve.
À l'approche de l'aéroport de Chicago, Ted panique de nouveau et abandonne les commandes. Le docteur Rumack parvient malgré tout à lui remonter le moral, en lui assurant avoir connu l'un des hommes de son escadrille, celui-ci l'ayant (selon Rumack) absous de toute culpabilité avant de mourir. Rasséréné, Ted revient dans le cockpit, reprend les commandes de l'avion et pilote l'appareil avec confiance vers Chicago. Passant en rase-motte malgré le brouillard et surmontant le danger, il réussit l'atterrissage en catastrophe de l'appareil sur la piste de Chicago. Il regagne alors la confiance et l'amour d'Elaine et obtient le respect de Rex Kramer qui l'invite à aller boire un verre pour le féliciter.
Les passagers sont peu après évacués, sains et saufs. Alors que Ted et Elaine échangent un baiser sur la piste désertée, le pilote automatique gonflable de l'avion reprend les commandes et fait redécoller l'appareil dans une gerbe d'étincelles. En compagnie d'une copilote, gonflable comme lui, à ses côtés. Il salue Ted qui lui rend son salut. Ted et Elaine regardent l'appareil s'éloigner.
Dans la scène post-générique, le client du taxi de Ted à l'aéroport de Los Angeles, toujours dans le véhicule, dit qu'il laisse à Ted encore vingt minutes, avant de partir.

## Fiche technique
Sauf indication contraire, les informations mentionnées dans cette section peuvent être confirmées par la base de données cinématographiques IMDb,  présente dans la section « Liens externes ».
- Titre : Y a-t-il un pilote dans l'avion ?
- Titre original : Airplane!
- Réalisation et scénario : Jim Abrahams, David Zucker et Jerry Zucker
- Musique : Elmer Bernstein et Tchaïkovski
- Décors : Ward Preston (en)
- Costumes : Rosanna Norton (en)
- Photographie : Joseph F. Biroc
- Montage : Patrick Kennedy
- Production : Jon Davison
  - Producteurs délégués : Jim Abrahams, David Zucker, Jerry Zucker et Howard W. Koch
  - Producteur associé : Hunt Lowry (en)
- Sociétés de production: Paramount Pictures et Howard W. Koch Productions
- Sociétés de distribution : 
  -  Paramount Pictures
  -  Cinema International Corporation (CIC), Swashbuckler Films (Date de reprise)
- Budget : 3 500 000 $ (USD) (estimation)
- Pays d'origine :  États-Unis
- Langue originale : Anglais
- Format : couleur (Metrocolor) - 35 mm - 1.85:1 - son 4-Track Stereo
- Genre : Comédie
- Durée : 85 minutes
- Dates de sortie[1] :
  -  États-Unis : 2 juillet 1980
  -  France : 24 septembre 1980
  -  France : septembre 2009 (Festival du cinéma américain de Deauville)
  -  Canada : 7 février 2012 (Digital Film Festival)
  -  États-Unis : 19 octobre 2013 (Tallgrass Film Festival)
  -  France : 26 décembre 2013 (Date de reprise)
- Classification : Tous publics en France

## Distribution
- Robert Hays (VF : Marc François) : Ted Striker
- Julie Hagerty (VF : Jocelyne Darche) : Elaine Dickinson
- Lloyd Bridges (VF : Claude Rollet) : Steven McCroskey
- Leslie Nielsen (VF : Dominique Paturel) : le docteur Rumack
- Robert Stack (VF : Jacques Deschamps) : le capitaine Rex Kramer
- Peter Graves (VF : René Arrieu) : le capitaine Clarence Oveur (« Havoux » en VF)
- Kareem Abdul-Jabbar (VF : Tola Koukoui) : Roger Murdock / lui-même[b]
- Lorna Patterson (en) : Randy, l'hôtesse de l'air collègue d'Elaine
- Frank Ashmore (VF : Bernard Woringer) : Victor Basta, un membre de la tour de contrôle
- Ethel Merman : le lieutenant Hurwitz
- Stephen Stucker (VF : Jacques Ciron) : Johnny Henshaw-Jacobs, le fantasque collègue de McCroskey
- Kenneth Tobey : Neubauer, un collègue de McCroskey
- Nicholas Pryor (VF : Hubert Noël) : Jim Hammen
- Lee Bryant (en) (VF : Nelly Benedetti) : Mme Hammen, la femme qui panique
- Ross « Rossie » Harris (en) (VF : Jackie Berger) : le jeune Joey Hammen, qui visite la cabine de pilotage
- Jill Whelan (VF : Amélie Morin) : Lisa Davis, la petite fille malade
- Joyce Bulifant (en) : Mme Davis, la mère de Lisa
- Norman Alexander Gibbs : le premier passager noir qui parle l'argot du ghetto (jive)
- Al White : le second passager noir qui parle l'argot du ghetto
- David Leisure : le premier bonze Krishna
- David Hollander : le jeune garçon avec le café
- Michelle Stacy : la jeune fille avec le café
- Jonathan Banks (VF : Jean Roche) : Gunderson, le contrôleur radar
- Lee Terri[2] : Linda Oveur, l'épouse du capitaine Oveur
- Gregory Itzin : le premier prosélyte à l'aéroport de Los Angeles
- Howard Jarvis (en) : le client du taxi de Ted
- Herb Vigran : un journaliste (non crédité)
- James Hong : un officier japonais

## Œuvres parodiées
Le film est principalement une parodie des films À l'heure zéro (1957) et Airport (1970). Il parodie les mêmes scènes et répliques que dans le roman 714 appelle Vancouver.
Les parodies des films suivants sont identifiables[réf. souhaitée] :
- À l'heure zéro (1957) : dans ce film, le héros s'appelle également Ted Stryker et sa femme Elaine. Stryker est traumatisé d'avoir causé la mort de ses compagnons de guerre. Il rejoint Elaine dans un avion où la plupart des passagers et de l'équipage tombent malades après avoir mangé du poisson. Finalement, il prend les commandes de l'appareil et sauve tout le monde, retrouvant l'amour d'Elaine. Un petit garçon se rend à la cabine de pilotage ; le chef de la tour de contrôle devrait arrêter de fumer.
- Les Dents de la mer (1975) : dès le début du film, la musique des Dents de la mer se fait entendre, puis la dérive d'un avion perce les nuages (comme un aileron de requin fendant la surface de l'eau) avant de filer vers le spectateur.
- 0:11 : Depuis ton départ (1941) : un jeune militaire s'apprête à embarquer, embrassant une dernière fois sa fiancée. Le chef (de gare ?) vient le presser, puis l'avion décolle dans un bruit de train à vapeur, pendant que la fiancée court sur la piste en renversant des pylônes.
- 0:18 : La Fièvre du samedi soir (1977) : Ted se souvient de sa première rencontre avec Elaine, au Magumba Bar. Ce soir-là, il avait dansé comme un dieu au son de Staying Alive des Bee Gees.
- 0:21 : Crash Landing (en) (1958) : un jeune garçon (incarné par David Hollander) vient proposer un café à une jeune fille (Michelle Stacy) qui l'invite à s'asseoir à ses côtés. Quand le garçon lui demande comment elle aime son café, celle-ci lui répond : « noir… comme mes hommes », une chute qui ne figurait pas dans Crash Landing.
- 0:22 : Tant qu'il y aura des hommes (1953) : Elaine se souvient de ce beau jour sur la plage où Ted lui avait annoncé qu'il était appelé au combat. Ce passage a également de fortes similitudes avec le film Grease (1978), les amoureux courant sur la plage sur une musique romantique.
- 0:30 : 747 en péril (1974) : l'hôtesse de l'air Randy joue de la guitare pour distraire la petite Lisa, en attente d'une transplantation cardiaque.
- 0:56 : Pinocchio (1940) : lorsque le docteur Rumack explique aux passagers que tout va bien, son nez s'allonge de plus en plus, montrant ainsi qu'il leur ment.
- 1:06 : Knute Rockne, All American (1940) : alors que Ted perd courage et lâche les commandes de l'avion, le docteur Rumack réussit à le remotiver en lui sortant la tirade de Knute Rockne (« les chances étaient contre nous là-haut, mais on y est allés… »), avec quelques adaptations.
- 1:16 : Le Magicien d'Oz (1939) : alors que l'avion a bien du mal à atterrir sur la piste, Johnny Henshaw (Stephen Stucker) continue à faire le guignol dans la tour de contrôle en se prenant pour Dorothy : « Tante Em, Oncle Henry ! Ça tournoie ! »

Le film fait également des mentions humoristiques à d'autres œuvres :
- Au début du film, quand l'employée de l'aéroport annonce au haut-parleur que « la zone blanche est pour les chargements et déchargements seulement », répétant ce message plusieurs fois en le modifiant avant de se faire reprendre par un de ses collègues, ceci est une référence à la chanson Joe's Garage de Frank Zappa, où le narrateur (le Scrutinizer Central) reprend ces mêmes mots.
- 0:35 : Midnight Express (1978) : quand le commandant Oveur demande à Joey s'il a « déjà visité une prison turque ».
- Quand Ted est pris de panique aux commandes de l'avion, passent des vidéos d'archives des essais des premiers inventeurs de l'avion et de l'hélicoptère, qui sont loin d'être au point.

## Accueil

### Critique
Y a-t-il un pilote dans l'avion ? a reçu un accueil enthousiaste de la part de la critique. Il est largement considéré comme l'un des meilleurs films de l'année 1980,,,.
Sur le site agrégateur de critiques Rotten Tomatoes, le film est crédité d'un score de 97 % d'avis favorables, sur la base de 67 critiques collectées et une note moyenne de 8.45/10 ; le consensus du site indique : « Bien que juvénile et idiot, [Y a-t-il un pilote dans l'avion ?] est néanmoins une comédie parodique désopilante, pleine de répliques et de gags burlesques qui perdurent encore aujourd'hui ». Sur Metacritic, le film obtient une note moyenne pondérée de 78 sur 100, sur la base de 18 critiques collectées ; le consensus du site indique : « Avis généralement favorables ».

### Box-office
Avant sa sortie, les réalisateurs du film avaient été inquiets en raison d'une réponse médiocre à l'une des préprojections. Mais le film remboursa son budget de production d'environ 3,5 millions de dollars au cours de ses cinq premiers jours d'exploitation en salles.
Le film est projeté à partir du 27 juin 1980 dans sept cinémas de Toronto, rapportant 83 058 $ lors de son week-end d'ouverture,. Il est également projeté dans deux cinémas de Buffalo, rapportant 14 000 $ la première semaine.
Le film est ensuite lancé le 2 juillet 1980 dans 705 salles aux États-Unis et au Canada, réalisant une recette de 6 052 514 $ au cours de ses cinq premiers jours d'exploitation, terminant à la seconde place du box-office au cours du week-end, avec un recette brute de 4 540 000 $. Dans l'ensemble, il a rapporté 83 millions de dollars au box-office américain et canadien, et a rapporté 40 millions de dollars en location vidéo, ce qui en fait le quatrième film le plus rentable de l'année 1980. Le film a rapporté 158 millions de dollars dans le monde.
En France, le film réalise 2 992 800 entrées en 10 semaines d'exploitation, dont 630 425 entrées à Paris,.

### Hommages
En 2010, le film est sélectionné par le National Film Registry pour conservation à la bibliothèque du Congrès des États-Unis, en raison de son intérêt « culturel, historique ou esthétique important ».
En septembre 2011, le site web « Time Out London » publie un Top 100 des meilleurs films de comédie ; Y a-t-il un pilote dans l'avion ? y figure en seconde position derrière Spinal Tap (1984) mais devant Monty Python : La Vie de Brian (1979).

## Autour du film
Titre
- Le titre français du film est une phrase interrogative, commençant par « Y a-t-il ». Par la suite, d'autres films parodiques avec Leslie Nielsen dans le rôle principal reprirent l'expression : Y a-t-il un flic pour sauver la reine ?, Y a-t-il un flic pour sauver le président ?, Y a-t-il un flic pour sauver Hollywood ? et Y a-t-il un flic pour sauver l'humanité ?. Cependant, ces films ne sont pas forcément tous des suites : on peut par exemple voir que le personnage de Franck Drebin n'apparaît que dans les trois premiers Y a-t-il un flic ?.

Acteurs
- Alors en plein tournage d'une autre comédie déjantée, le film 1941 (1979) de Steven Spielberg, l'acteur Christopher Lee affirma plus tard avoir dû refuser le rôle du docteur Rumack, qui alla finalement à Leslie Nielsen, Lee affirmant par la suite que ce fut une grosse erreur de sa part[21].
- Peter Graves était très réticent avant d'accepter le rôle du commandant Oveur[22]. En effet, l'acteur était très gêné par les questions que son personnage pose au jeune Joey Hammen et qui révèlent une certaine pédophilie (ex : « Tu as déjà vu un monsieur tout nu ? », « Tu aimes les films sur les gladiateurs ? »…), craignant de mettre en danger sa carrière et de salir sa réputation. Pendant le tournage, ZAZ avait dit à Graves que ses répliques « seraient expliquées plus tard dans une partie dans laquelle vous n'êtes pas »[23].
- Kareem Abdul-Jabbar s'était vu proposer un salaire de 30 000 $ pour jouer le rôle du copilote Roger Murdock. Mais le basketteur exigea d'en toucher 35 000 afin de pouvoir s'acheter un tapis oriental[réf. souhaitée]. Par ailleurs, il fut engagé pour ce film car dans Zero Hour un des personnages était joué par un footballeur professionnel[22].
- La religieuse chantant le titre Respect d'Otis Redding (chanson reprise ensuite par Aretha Franklin) pour soulager les deux passagers noirs parlant l'argot du ghetto est interprétée par Maureen McGovern. Elle était apparue dans le film La Tour infernale (1974) et y chantait We may never love like this again, un morceau sacré Meilleure chanson aux Oscars 1975.
- Robert Stack avait déjà joué dans un film qui a ensuite inspiré le genre des « films catastrophe », avec sa participation dans Écrit dans le ciel (1954), aux cotés notamment de John Wayne.

Hommages, blagues cachées et autoparodies
- Dans le film, Ted Striker (Robert Hays) fait une imitation de John Travolta dansant le disco au son de la chanson Stayin' Alive des Bee Gees. Il s'agît non seulement d'un clin d'œil au film La Fièvre du samedi soir (Saturday Night Fever, 1977), mais plus particulièrement à l'actrice Donna Pescow qui avait joué dans ce film et avait également été la partenaire de Hays dans la série télévisée Angie (en).
- Dans la scène de l'hôpital militaire, où un officier hospitalisé avec Ted se prend pour Ethel Merman, c'est la véritable chanteuse qui joue le rôle, se parodiant elle-même.
- Quand le personnage de Mrs. Hammen (Lee Bryant (en)) se parle en voix-off, lorsque son mari Jim reprend une tasse de café (« Jim ne reprend jamais de café à la maison »), il s'agit d'une référence à une publicité de la marque Yuban Coffee que l'actrice avait faite dans les années 1970, Lee Bryant se parodiant elle-même[24]. D'autre part, c'est elle qui demanda à recevoir des gifles des autres personnages, pour étoffer sa séquence qui parodie la scène de panique de Zero Hour[22],[25].
- La femme nue qui expose son corps devant l'objectif, lors de la scène de panique à bord, n'est autre que Kitten Natividad, une comédienne de Sexploitation qui avait notamment tourné avec le cinéaste Russ Meyer. Elle refera une apparition dans la suite du film, quand on voit le buste d'une femme se balloter dans un tee-shirt bleu sombre, comportant l'inscription en blanc « Moral Majority ».
- Les trois metteurs en scène du film (ZAZ), ainsi que plusieurs membres de leur famille, apparaissent brièvement dans celui-ci. David et Jerry Zucker sont les mécaniciens qui dirigent l'avion vers une salle d'attente ; Jim Abrahams est l'un des prosélytes à l'aéroport de Los Angeles.
- Au début du film, les deux annonceurs de l'aéroport de Los Angeles (« Betty » et « Vernon ») se disputant au micro à propos des consignes des « zones rouges » et « blanches » étaient de véritables employés de l'aéroport de Los Angeles ; ils avaient enregistré les bandes annonces de cette séquence, qui ont ensuite été diffusées à l'aéroport[26].

Accessoires
- La voiture Ford Mustang que conduit Rex Kramer (Robert Stack) pour se rendre de chez lui à la tour de contrôle appartenait en réalité à Robert Hays.
- L'avion utilisé dans le film est un modèle à réacteur. Or, le son entendu dans le film est celui d'un moteur à hélice ; c'est le plus long running gag du film[27].

## Dans la culture populaire
Dans le film Scary Movie 3 (2003), l'acteur Leslie Nielsen y reprend sa réplique du docteur Rumack de Y a-t-il un pilote dans l'avion ?, quand on le voit ouvrir une porte en disant : « I just want to wish you both good luck. We're all counting on you » (littéralement, « Je voulais juste vous souhaiter bonne chance à tous les deux. Nous comptons tous sur vous »).